# Расава
Раса́ва — станція 5-го класу Київської дирекції Південно-Західної залізниці (Україна), розташований на дільниці Київ-Деміївський — Миронівка між зупинними пунктами Лози (відстань — 1 км) і 71 км (7 км). Відстань до ст. Київ-Деміївський — 63 км, до ст. Миронівка — 39 км..

## Катастрофа «Столичного експресу» 2 травня 2007 року
2 травня 2007 о 22:19 поблизу роз'їзду Расава сталася катастрофа поїзда «Столичний експрес», що рухався з Дніпропетровська до Києва. Унаслідок аварії локомотив і 5 з 10 вагонів (один з яких — автомобілевоз) зійшли з рейок. Серед пасажирів ніхто не загинув, четверо були госпіталізовані. Причиною аварії стало втручання в роботу стрілочного переводу. Винними в аварії були визнані чергова по роз'їзду Лідія Мороз і електромеханік Василь Залізний.